# Pterogorgia lutescens
Pterogorgia lutescens är en korallart som beskrevs av Duchassaing och Giovanni Michelotti 1860. Pterogorgia lutescens ingår i släktet Pterogorgia och familjen Gorgoniidae. Inga underarter finns listade i Catalogue of Life.